# 국립국제교육원
국립국제교육원(國立國際敎育院, National Institute for International Education, 약칭: 국교원, NIIED)은 대한민국 교육부의 소속기관이다. 2008년 7월 3일 발족하였으며, 경기도 성남시 분당구 정자일로 191에 위치하고 있다. 원장은 고위공무원단 나등급에 속하는 임기제공무원으로 보한다.

## 설치 근거 및 소관 업무

### 설치 근거
- 「교육부와 그 소속기관 직제」 제2조제3항[3]

### 소관 업무
- 재외국민의 교육 지원
- 국제교육 교류 협력
- 외국어, 재외국민·국제교육 담당 교원의 연수
- 국비 해외유학 지원
- 외국인 유학생의 초청·유치·지원
- 한국어능력시험의 운영
- 외국어 공교육 지원
- 특수외국어 교육에 관한 사항

## 연혁
- 1970년 6월 23일: 서울대학교에 재외국민교육연구소 설치.[4]
- 1977년 3월 1일: 재외국민교육원으로 개편.[5]
- 1992년 3월 28일: 교육부 소속 국제교육진흥원으로 개편.[6]
- 2001년 1월 1일: 책임운영기관 지정.[7]
- 2001년 1월 29일: 교육인적자원부 소속으로 변경.[8]
- 2008년 2월 29일: 교육과학기술부 소속으로 변경.[9]
- 2008년 7월 3일: 국립국제교육원으로 개편.[10]
- 2013년 3월 23일: 교육부 소속으로 변경.[11]

## 채용
임기제 공무원 채용과 기간제, 공무직 근로자 전형을 통해 소속원을 선발한다. 영어능통자 전형의 경우, 공인 영어 성적 또는 2년 이상의 영어권 거주 경험을 증명해야만 지원할 수 있다. 인정되는 공인 영어 성적은 다음과 같다.
- TOEFL : PBT 620점, IBT 105점
- TOEIC : 900점
- TEPS : 430점
- G-TELP : Level 2 90점
- FLEX : 듣기/읽기 901점, 쓰기 1A, 말하기 1A
- TEPS Speaking : 1+ 등급
- G-TELP Speaking : Level 1
- OPIc : AL